# هزینه تراکنش

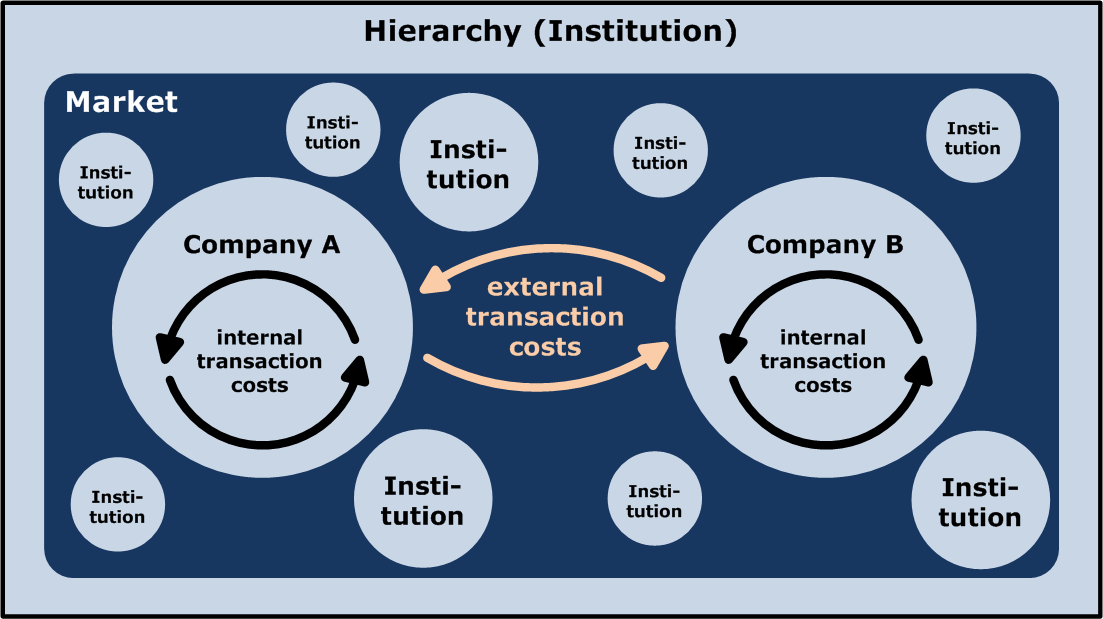
هزینه مبادله

در علوم اقتصادی، هزینه مبادله (Transaction Cost) هزینه‌ای است که ناشی از یک مبادله اقتصادی است. به عنوان مثال، اغلب مردم به هنگام خرید یا فروش یک دارایی باید مبلغی را به دلالان بپردازند. آن مبلغ، هزینه مبادله آن معامله می‌باشد. برخی از گونه‌های هزینه مبادله، هزینه‌های جمع‌آوری اطلاعات و جستجو و هزینه چانه زنی، می‌باشند.
اقتصاد هزینه مبادله (Transaction Cost Economics=TCE) پیشینهٔ طولانی دارد، چرا که قرن‌هاست واژه هزینه مبادله در ادبیات اقتصادی مورد استفاده قرار می‌گیرد. یکی از اثرات عمیقی که توسعه‌های اخیر TCE را به وجود آورده‌است، «نظریه اصطکاک» می‌باشد. این نظریه بازار را به یک ماشینی تشبیه می‌کند که اصطکاک باعث انحراف کارکرد آن از وضعیت ایدئال می‌شود. سالیان متمادی مفهوم هزینه مبادله فقط به صورت هزینه حمل ونقل تصور می‌شد. تا اینکه در قرن نوزدهم، Menger مفهوم اصطکاک را در کتابش بیان داشت. وی با این کار قصد داشت تا تفاوت‌های موجود در الگوها را توضیح دهد؛ بنابراین TCE پیشینه زیادی دارد ولی به عنوان یک علم، تاریخچه کمی دارد. تاریخچه مذکور در دههٔ ۱۹۷۰ با کار Oliver Williamson شروع شد. اولین بار در عنوان مقاله ویلیامسون در دههٔ ۱۹۷۹ واژهٔ اقتصاد «هزینه مبادله» آورده شده‌است.

## اولین دگرگونی شناختی: پیدایش TCE
هنگامی که عبارت «هزینه‌های مبادله» در ادبیات اقتصادی ظاهر شد، نظریه «اقتصاد هزینه‌های مبادله» وارد اقتصاد گردید، که در این مورد مرهون کار Oliver Williamson در اواخر دههٔ ۱۹۷۰ است. جالب اینکه وی در مقالات خود در اوایل دهه ۱۹۷۰ از عبارت «اقتصاد هزینه مبادله» استفاده نکرده‌است، چرا که در آن زمان برای Williamson رویکردهای مربوط به هزینه مبادله خارج از مسیر اصلی اقتصاد تلقی می‌شد. وی شبهات خود را در مورد جایگاه هزینه مبادله در یک نظریهٔ اقتصادی به صورت زیر بیان داشت: «اینکه آیا یک چنین مسئله‌ای را به عنوان یک بخشی از اقتصاد طبقه‌بندی نمود، مشکلات فراوانی را ایجاد خواهد کرد.» چند سال بعد وی افزود: «منشأ وجود نظریه هزینه مبادله را باید در توانایی‌ها و انگیزه‌های موجود در حوزهٔ طبیعی اقتصاد جستجو شود.» به بیان دیگر در اقتصادی که برمبنای چارچوب تعادل عمومی بنا شده‌است، هر تلاشی که سعی کند تا هزینه‌های مبادله را در مسیر اصلی اقتصاد (Mainstream Economic=ME) قرار دهد به عنوان یک بدعت ناصحیح محسوب می‌شود.

## زمینه پیدایش TCE ویلیامسون
در دهه‌های ۱۹۵۰ و ۱۹۶۰ نظری‌ی نئوکلاسیکی بنگاه به خاطر فروض غیرواقعی‌اش مورد انتقاد قرار گرفت. فرض حداکثری سود، به مانند فرض اطلاعات کامل بنگاه دربارهٔ بازار، زیر سؤال رفت. به عنوان مثال، Katona(1951) ادعا کرد که بنگاه‌ها به دنبال حداکثر کردن سود نیستند و به دنبال این هستند که طوری عمل کنند تا آمال مختلف مدیران محقق شود. Papandreou در همین حوزه بیان داشته‌است که بنگاه به دنبال حداکثر کردن «تابع مطلوبیت کل» است که این تابع مجموع امیال کلیه اعضاء بنگاه را نشان می‌دهد. Rothchild(1947) از این فراتر رفته و ادعا می‌کند که علت تشکیل یک بنگاه، بقا در بازار است. دیگر اقتصاددانان اهمیت سودآوری را نفی می‌کنند ولی به جای فرض حداکثری سود، ترجیح می‌دهند که دربارهٔ رسیدن به رضایت حاصل از سود صحبت کنند.
این انتقادات از نظریه بنگاه نوکلاسیک‌ها باعث باز شدن جعبه سیاه تعریف پیروان مارشال از بنگاه گردید و توجه اقتصاددانان را به مطالعهٔ ساختار درونی بنگاه، معطوف ساخت. در نهایت دو گونه نظریه پدیدار گردید:
۱) نظریاتی که به دنبال مسئلهٔ طراحی یک ساختار انگیزشی در بنگاه هستند. در این نظریه بنگاه به دنبال حداکثر کردن شانس خود جهت بقا در بازار می‌باشد.
۲) نظریاتی که بر روی مسئله تصمیم‌گیری در درون بنگاه‌ها تمرکز دارد که سرمنشا آن تصمیمات، مسایل روانشناسی است.
آنچه این دو دسته نظریات را بهم ارتباط می‌دهد، جداشدن از فرض عقلانیت کامل است که این فرض با این ادعا که اشخاص دارای عقلانیت محدود هستند، جایگزین گردید: «افراد عاقل‌اند ولی تا یک حد مشخص.» از نظر Herbert Simon مورد کلیدی برای فهم عملکرد اقتصاد، تجزیه تحلیل فرایند تصمیم‌گیری است: “مهمترین اطلاعاتی که ما را به فهم فرایندهای اقتصاد و نظریه‌های مطلوب و عملی آن فرایندها می‌رساند، در درون ذهن‌های بشر نهفته است؛ بنابراین، ما باید به دنبال کشف آنچه در ذهن تصمیم‌گیران می‌گذرد باشیم(Simon,1997).
از مسایل بسیاری می‌توان نتیجه گرفت اقتصاد در Carnegie کاملاً با باور عام متفاوت، و درست در تضاد با ME بوده‌است. به خاطر بحث و تبادل نظر دو گروه اقتصاددان رفتارگرا و طرفداران ME در Carnegie، اغلب مباحث داغی شکل می‌گرفت. در آن زمان (اواخر دههٔ ۱۹۶۰)، Williamson در Carnegie دانشجو بود. وی در مصاحبه‌ای در سال ۱۹۸۸ راجع به جو روشنفکرانهٔ حاکم بر Carnegie می‌گوید: «تجربهٔ حضور در Carnegie شگفت‌آور بود. من واقعاً از آن لذت بردم. فضای جذابی داشت. کار میان‌رشته‌ای انجام می‌شد که شامل یک کار قابل توجهی در خصوص نظریهٔ بنگاه بود. مسیر فرعی اقتصاد را جذاب یافتم و احساس کردم فرصت‌های تحقیقاتی فراوانی در این زمینه وجود دارد.»
دومین دگرگونی شناختی
TCE ویلیامسون تمامی مفاهیم و نظریات اقتصادی و موارد روانشناختی را مورد استفاده قرار نداده است. برای مثال، TCE نقش ساختار دانش و به اشتراک‌گذاری آن را در تشکیل راه دادوستد در نظر نمی‌گیرد. تعریف مسئلهٔ دانش در نظریات مختلف اقتصاد (مثل TCE) رفتار بنگاه در اقتصاد را تغییر داده است.

## تعریف
هزینه مبادله آن دسته از هزینه‌های پیش‌بینی نشده‌ای است که به علت عدم پایبندی یکی از طرفین مبادله به تعهداتش، بر طرف دیگر مبادله تحمیل می‌شود (رنانی، ۱۳۸۵). به عبارت دیگر هزینه مبادله، آن دسته از هزینه‌هایی است که افراد در فرایند مبادله اقتصادی متحمل می‌شوند تا حقوق مالکیت خود را مشخص، تعریف و تضمین کنند. پس هزینه مبادله در برگیرنده هزینه‌های کسب اطلاعات دربارهٔ فروشنده، خریدار و کیفیت کالا یا خدمتی که مبادله می‌شود، هزینه‌های عقد قرارداد و نظارت بر عملکرد طرف مقابل، و از همه مهم‌تر هزینه‌های مربوط به تعریف حقوق مالکیت و تضمین اعمال این حقوق می‌باشد (رنانی، ۱۳۷۶:۳۲۷). بدین ترتیب هزینه مبادله هزینه‌ای است که به فرد، گروه یا سازمان، برای کنترل رفتار و نظارت بر مبادله در زمانی که با دیگر افراد برهم کنش اقتصادی انجام می‌دهند، تحمیل می‌شود (ویلیامسون[۲]، ۱۹۹۶). به گونه‌ای که هزینه مبادله را می‌توان به دو بعد از رفتارهای انسانی - محدودیت موجود برای اطلاعات کامل و تمایل به نفع شخصی- نسبت داد (لیون[۳]، ۲۰۰۵). هزینه مبادله از لحاظ تعریف و نوع خود به هزینه مبادله بازاری، هزینه مبادله مدیریتی، هزینه مبادله سیاسی و هزینه مبادله طبیعی تقسیم می‌شود (علوی، 1384).[4].

## هزینه مبادله چیست؟
آدام اسمیت[۱] اعتقاد داشت که زندگی اجتماعی بشر بر پایه مبادله استوار است. مبادله به مردم این امکان را می‌دهد تا از منافع افزایش بازدهی -که ناشی از گسترش تقسیم کار است - بهره ببرند. تحقق هر مبادله‌ای نیز، مستلزم تحمل هزینه‌هایی خواهد بود. به‌طوری‌که گستردگی مبادله - و بنابراین گستردگی منافع حاصل از مبادله- بستگی کامل به هزینه‌های مبادله دارد (رنانی، ۱۳۷۶:۳۲۶). یک انتقاد بزرگ نسبت به اقتصاد نئوکلاسیک این است که هزینه مبادله در اقتصاد نئوکلاسیک برابر با صفر در نظر گرفته می‌شود. این انتقاد تا جایی بزرگ و قابل تأمل است که، رونالد کوز (۱۹۶۰) در مسئله هزینه اجتماعی مشخص کرد که الگوی نئوکلاسیک فقط در صورت فقدان هزینه مبادله، نتایج تخصصی ادعا شده را در برخواهد داشت و اگر هزینه مبادله مثبت باشد، نوع ساختار حقوق مالکیت در کارآمدی بازار تأثیر می‌گذارد؛ و بسیاری از نتایج موجود در الگوی نئوکلاسیک زیر سؤال خواهد رفت.
هزینه مبادله آن دسته از هزینه‌های پیش‌بینی نشده‌ای است که به علت عدم پایبندی یکی از طرفین مبادله به تعهداتش، بر طرف دیگر مبادله تحمیل می‌شود (رنانی، ۱۳۸۵). به عبارت دیگر هزینه مبادله، آن دسته از هزینه‌هایی است که افراد در فرایند مبادله اقتصادی متحمل می‌شوند تا حقوق مالکیت خود را مشخص، تعریف و تضمین کنند. پس هزینه مبادله در برگیرنده هزینه‌های کسب اطلاعات دربارهٔ فروشنده، خریدار و کیفیت کالا یا خدمتی که مبادله می‌شود، هزینه‌های عقد قرارداد و نظارت بر عملکرد طرف مقابل، و از همه مهم‌تر هزینه‌های مربوط به تعریف حقوق مالکیت و تضمین اعمال این حقوق می‌باشد (رنانی، ۱۳۷۶:۳۲۷). بدین ترتیب هزینه مبادله هزینه‌ای است که به فرد، گروه یا سازمان، برای کنترل رفتار و نظارت بر مبادله در زمانی که با دیگر افراد برهم کنش اقتصادی انجام می‌دهند، تحمیل می‌شود (ویلیامسون[۲]، ۱۹۹۶). به گونه‌ای که هزینه مبادله را می‌توان به دو بعد از رفتارهای انسانی - محدودیت موجود برای اطلاعات کامل و تمایل به نفع شخصی- نسبت داد (لیون[۳]، ۲۰۰۵). هزینه مبادله از لحاظ تعریف و نوع خود به هزینه مبادله بازاری، هزینه مبادله مدیریتی، هزینه مبادله سیاسی و هزینه مبادله طبیعی تقسیم می‌شود (علوی، 1384).[4].
هزینه معامله در اقتصاد و رشته‌های مرتبط به هزینه‌های انجام یک دادوستد اقتصادی گفته می‌شود. برای مثال اگر بخواهید سهام یک شرکت را بخرید یا بفروشید باید به کارگزار بورس حق‌العمل (کمیسیون) بپردازید. این حق‌العمل، هزینه معامله در خرید و فروش سهام است. فرض کنید بخواهید یک یخچال بخرید. برای خریدن یخچال هزینه‌های شما فقط محدود به قیمت یخچال نمی‌شود بلکه شامل تلاش و کوشش لازم برای یافتن نوع و مارک یخچال، محل خرید و میزان قیمت خرید، هزینه سفر از خانه به فروشگاه و بالعکس، و زمان انتظار در صف می‌شود. همه این موارد جزء هزینه معامله محسوب می‌شود. هنگام ارزیابی یک دادوستد بالقوه (خرید یا فروش) باید در نظر داشت که هزینه‌های معامله هم می‌تواند چشمگیر باشد.